# Feliksa Fornalska

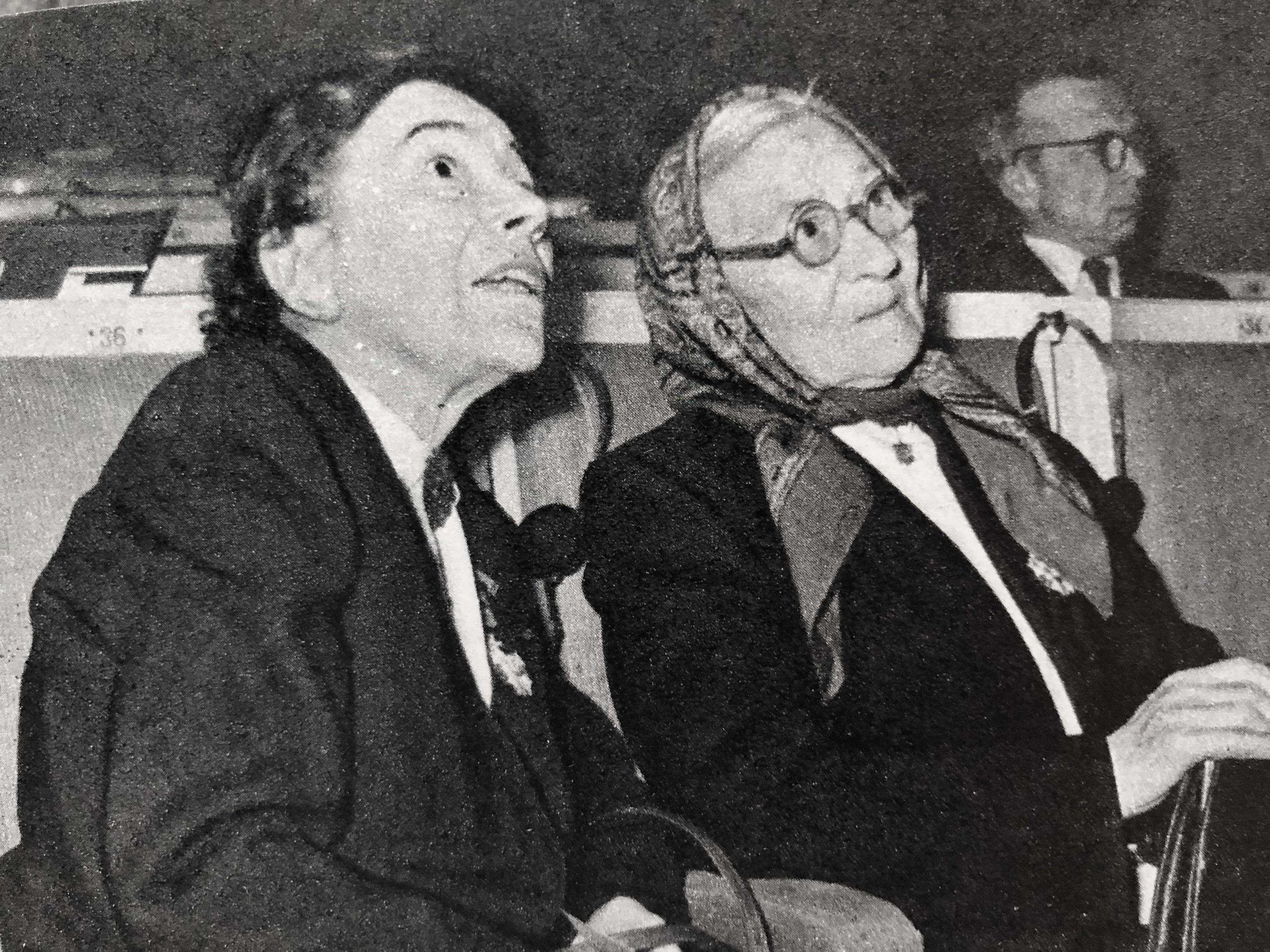
Felicja Fornalska i Marcjanna Fornalska na III Zjeździe PZPR, Warszawa 1959

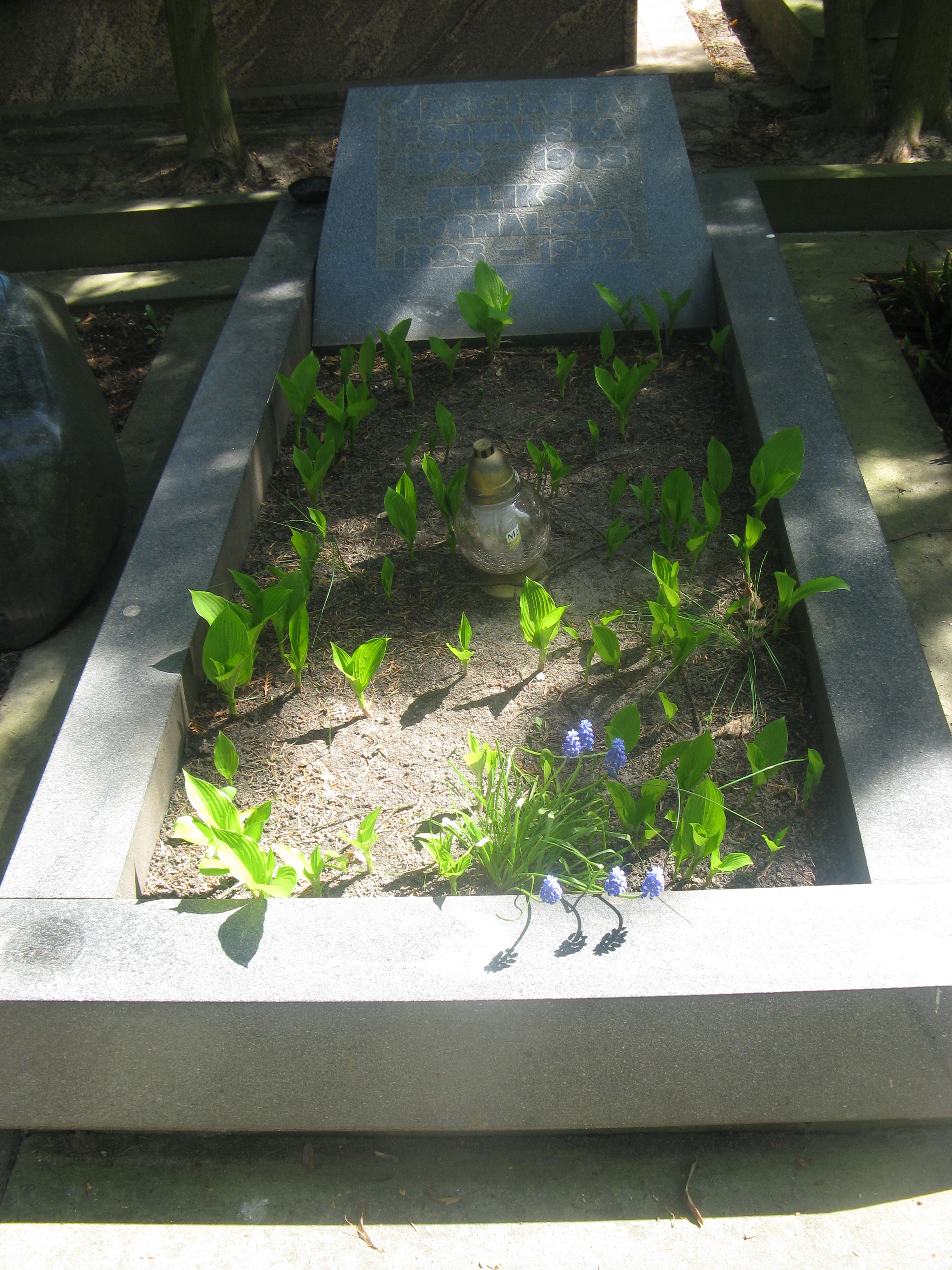
Grób Feliksy Fornalskiej na Cmentarzu Wojskowym na Powązkach

Feliksa Fornalska, znana pod imieniem Felicja (ur. 17 października 1893 w Łopienniku Lackim, zm. 6 kwietnia 1987 w Warszawie) – polska działaczka komunistyczna. Budownicza Polski Ludowej.

## Życiorys
Pochodziła z ubogiej rodziny, była córką Antoniego i Marcjanny ze Starzyńskich; matka działała w ruchu robotniczym (należała m.in. do SDKPiL) i tradycje te kontynuowało sześcioro dzieci Fornalskich, z których obok Felicji najbardziej znani byli Małgorzata i Aleksander. Felicja Fornalska wstąpiła do SDKPiL podczas pobytu w Carycynie w 1918, brała następnie udział w wydarzeniach wojny domowej w Rosji. W 1921 powróciła do Polski i podjęła działalność w Komunistycznej Partii Robotniczej Polski; była wielokrotnie więziona. W 1929 wyjechała do ZSRR, gdzie pracowała w administracji Międzynarodówki Komunistycznej, była również słuchaczką Komunistycznego Uniwersytetu Mniejszości Narodowych Zachodu w Moskwie. W okresie „wielkiej czystki” aresztowana 16 grudnia 1936 przez NKWD (równolegle aresztowano jej brata Aleksandra, zaś w 1937 braci Stanisława i Leona). Skazana na 10 lat łagru, karę odbywała w obozie koncentracyjnym na Kołymie, w Magadanie. Jako jedyna z rodzeństwa przeżyła czystkę, uwolniona w 1945, dzięki osobistemu wstawiennictwu Bolesława Bieruta u Stalina.
W kwietniu 1945 powróciła do Polski, podjęła pracę w Komitecie Centralnym Polskiej Partii Robotniczej. W 1946 przeszła do Kancelarii Cywilnej Prezydenta RP Bolesława Bieruta, gdzie pełniła funkcję naczelnika Wydziału Kadr; analogiczne stanowisko zajmowała następnie w kancelarii Rady Państwa (do 1957). Należała do Polskiej Zjednoczonej Partii Robotniczej, już w podeszłym wieku jako weteranka polskiego ruchu robotniczego została wybrana do Komitetu Centralnego PZPR (1981–1986). W październiku 1981 powołana przez Plenum Komitetu Centralnego PZPR w skład Zespołu dla przygotowania naukowej syntezy dziejów polskiego ruchu robotniczego.
Była odznaczona m.in. Orderem Budowniczych Polski Ludowej (1972), Orderem Sztandaru Pracy II klasy (1954), Krzyżem Oficerskim Orderu Odrodzenia Polski (1952) i Srebrnym (1946) i Złotym (1949) Krzyżem Zasługi, Medalem 10-lecia Polski Ludowej (1955) oraz Złotą odznaką honorową „Za Zasługi dla Warszawy” (1967). W 1986 roku wyróżniona przez Sekretariat Komitetu Centralnego PZPR Medalem im. Ludwika Waryńskiego.
Została pochowana 13 kwietnia 1987 w Alei Zasłużonych na Wojskowych Powązkach w Warszawie (kwatera A25-tuje-2/3). W imieniu kierownictwa PZPR w pogrzebie wziął udział m.in. przewodniczący Zespołu KC PZPR do spraw zasłużonych działaczy ruchu robotniczego gen. bryg. Władysław Honkisz.